# 위데뢰에 항공
위데뢰에 항공(영어: Widerøe)은 노르웨이의 항공사로 오슬로 가르데르모엔 공항, 보되 공항, 베르겐 공항, 산네피오르 공항, 트롬쇠 공항이 허브 공항으로 1934년에 설립 했으며 본사는 노르웨이 보되에 위치해 있다.

## 개요
1934년에 설립되어 노르웨이를 중심으로 운항을 하고 있었다. 제2차 세계대전중에 운항이 중단되었다. 이후 재개되면서 1960년대까지 수상 비행기를 이용해 운항하고 있었다. 이후 노르웨이 정부가 각지에 소규모 활주로를 정비를 하면서 봄바디어 Q 시리즈를 중심으로 운항하고 있다. 1990년대에 스칸디나비아 항공이 인수해 자회사가 되었다.

## 보유 기종
- 2020년 4월 기준으로 위데뢰에 항공은 다음과 같은 기종을 보유하고 있다.[1]